# Giao lộ Hagui
Giao lộ Hagui (Tiếng Hàn: 학의 분기점, 학의JC) còn được gọi là Hagui JC là giao lộ nơi Đường cao tốc vành đai 1 vùng thủ đô và Bongdamgwacheon-ro, được xây dựng trên Cheonggye-dong, Hagui-dong, Naeson-dong và Poil-dong, Uiwang-si, Gyeonggi-do. Trong trường hợp Đường cao tốc vành đai 1 cùng thủ đô, nó nằm trên Cầu Hagui.

## Lịch sử
- 20 tháng 8 năm 1992: Để thiết lập một nút giao mới, khu vực xung quanh Cheonggye-dong, Uiwang-si được công bố là Giao lộ Hagui tại Trung tâm Vận tải Cơ sở Quy hoạch Đô thị Anyang.[1]
- 20 tháng 7 năm 1995: Việc kinh doanh bắt đầu với việc khai trương đoạn Hagui ~ Pangyo của Đường cao tốc vành đai ngoài Seoul[2]

## Thông tin cấu trúc
Nó có dạng cụm cỏ ba lá, với các đoạn dốc theo hướng ra khỏi Bongdamgwacheon-ro cuộn tròn thành vòng tròn, công trình đi qua Anyangpangyo-ro.
- Vị trí: Cheonggye-dong , Hagui-dong, Naeson-dong, Poil-dong, Uiwang-si, Gyeonggi-do

## Kết nối các tuyến đường

### Hướng điGoyang・Seongnam
- Đường cao tốc vành đai 1 vùng thủ đô (Số 32)

### Hướng điGwacheon・Hwaseong
- Bongdamgwacheon-ro